# Albrecht von Globen

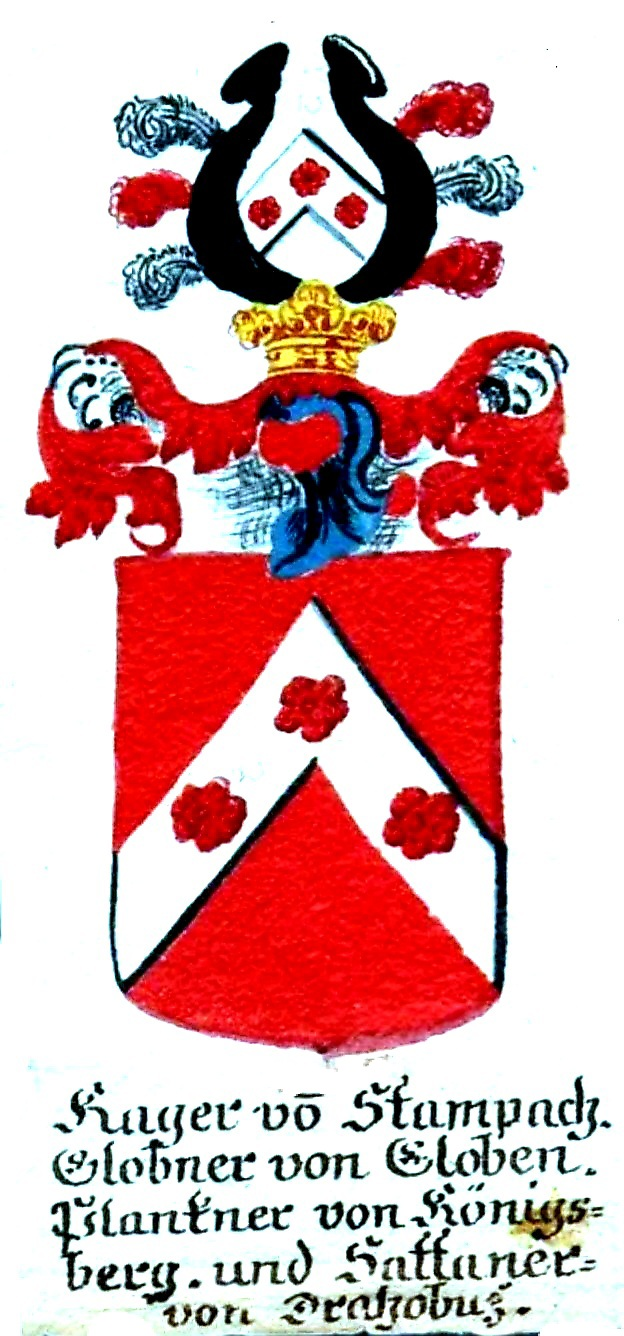
Stammwappen

Albrecht Globner von Globen auf Pochlowitz († 13. Juli 1598 in Sankt Joachimsthal) war ein böhmischer Adliger, Schlosshauptmann von Elbogen und Oberhauptmann von Sankt Joachimsthal.

## Leben

### Werdegang
Er stammte aus dem alten böhmischen Rittergeschlecht der Globner von Globen aus dem Elbogner Land. Seine Eltern waren Jobst Globner von Globen und dessen Ehefrau Katharina geb. von Zedtwitz. Von seinem Vater erbte er das Gut Pochlowitz, ein alter Rittersitz bei Maria Kulm, der schon im 14. Jahrhundert im Familienbesitz war. Am 18. April 1571 bestätigte Kaiser Maximilian II. Albrecht von Globen zum Oberhauptmann von Sankt Joachimsthal. Möglicherweise ließ er zum Anlass seines Geburtstages am 15. September 1576 in St. Joachimsthal eine Medaille prägen, die auch an die Installation eines neuen Turmknopfes an der Kirche von Sankt Joachimsthal erinnern sollte. Die böhmische Kammer wurde am 7. April 1578 aus Spargründen angewiesen, Albrecht von Globen zu entlassen und das Amt dem Münzmeister Georg Kadner zu übertragen. Am 27. März 1579 erhielt er das Amt des Hauptmannes von Elbogen. 1586 bürgte er für seine Mündel, die hinterlassenen Söhne des Hans Heinrich von Zedtwitz. 1595 saß Albrecht von Globen, mit dem Grafen Friedrich Schlick, Christoph von Vitzthum im Ausschuss einer königlichen Bergwerks-Kommission sowie am 18. Juli 1596 in einer königlichen Reformationskommission für Bergwerksangelegenheiten. Der Grabstein des Albrecht von Globen befand sich in der alten Pfarrkirche St. Joachim und St. Anna, die 1873 während eines Stadtbrandes bis auf die Umfassungsmauern zerstört wurde. 1874 waren bei der Ausräumung des Schuttes auch die verbliebenen Grabsteine in wenigen Tagen in Trümmer zerfallen.

### Nachleben
Sein Enkel Johann Albrecht von Globen, der laut Schreibens seiner Mutter Euphemia Haslauer geb. Winkler in der Schlacht am Weißen Berg fiel, wurde als Mitglied der rebellischen Stände, sein Erbgut Pochlowitz mit neun Untertanen, ink. Meierhof und dem Dorf Kaltenbrunn vom königlichen Fiskus eingezogen. In Folge erhielt es pfandweise Johann Werner. Nachdem es der kaiserliche Appellationsrat Antonio de Landi abgelehnt hatte, kaufte das Gut laut kaiserlicher Resolution vom 15. November 1627 und 30. März 1628 Paul Erhart von Endern.

## Familie
Albrecht von Globen war mit einer geb. von Teyn verheiratet. Seine Kinder waren:
1. Johann Albrecht, ⚭ Euphemia Winkler von Heymfeld
2. Susanna, ⚭ Adam von Hertenberg
3. Eva Maria, ⚭ Adam Kfelner von Sachsengrün